# Siergiej Golicyn (generał)
Siergiej Fiodorowicz Golicyn, (ros. Сергей Фёдорович Голицын, ur. 1749, zm. 1810) – rosyjski książę, generał piechoty armii Imperium Rosyjskiego od 1801 roku, generał lejtnant od 1788 roku, generał major od 1780 roku, rosyjski tajny radca.

## Życiorys
Uczestnik wojny rosyjsko-tureckiej 1768-1774 i wojny 1787-1792, w czasie insurekcji kościuszkowskiej walczył w korpusie Nikołaja Repnina.
Jednym z jego synów był Aleksandr Golicyn, generał wojsk rosyjskich, wojenny naczelnik okręgu lubelskiego i kaliskiego, zmarł 1858 w Kaliszu.
W 1782 odznaczony Orderem Orła Białego i Orderem Świętego Stanisława. Kawaler orderów św. Jerzego, Aleksandra Newskiego, św. Włodzimierza, św. Andrzeja Pierwszego Powołania.